# راکت سامر
راکت سامر (انگلیسی: The Rocket Summer؛ زادهٔ ۳۱ دسامبر ۱۹۸۲) پروژهٔ موسیقی تک‌نفرهٔ برایس آوری، هنرمند اهل ایالات متحده آمریکاست.